# Théo Berdayes
Théo Berdayes Marques (* 23. Mai 2002 in Aigle) ist ein Schweizer Fussballspieler.

## Karriere

### Verein
Über die Stationen FC Saint-Maurice (2009–2014) und FC Saxon Sports folgte im Jahr 2017 der Wechsel in die Jugendabteilung des FC Sion. Im Herbst 2019 wurde er in das Kader der zweiten Mannschaft befördert, für die er in den folgenden Jahren regelmässig in der drittklassigen Promotion League zum Einsatz kam. Im Januar 2021 unterschrieb er einen Profivertrag bei den Sittenern. Am 7. August 2021, dem 3. Spieltag, gab er beim 1:0 gegen den BSC Young Boys sein Debüt für die erste Mannschaft in der Super League, als er in der 87. Minute für Cleilton Itaitinga eingewechselt wurde. Nur drei Wochen später erzielte er in der 94. Minute den 3:2-Siegtreffer gegen den FC Lugano und damit sein erstes Profitor.
Zur Saison 2022/23 wurde Berdayes an den Yverdon Sport FC verliehen.

### Nationalmannschaft
Am 28. März 2022 debütierte Berdayes Schweizer U-20-Nationalmannschaft beim 5:0-Sieg über Rumänien. Aktuell hat er drei U-20-Länderspiele bestritten, in denen ihm ein Tor gelang.